# ۵۸۸ (قمری)
۵۸۸ (قمری)، پانصد و هشتاد و هشتمین سال در گاهشماری هجری قمری است. اول محرم این سال برابر با بیست و پنجم ژانویه سال ۱۱۹۲ میلادی است.